# Hochland-Barasingha
Der Hochland-Barasingha (Rucervus branderi), auch Mittelindischer Barasingha genannt, ist eine seltene, im trockenen Zentralindien vorkommende Art aus der Familie der Hirsche (Cervidae).

## Merkmale

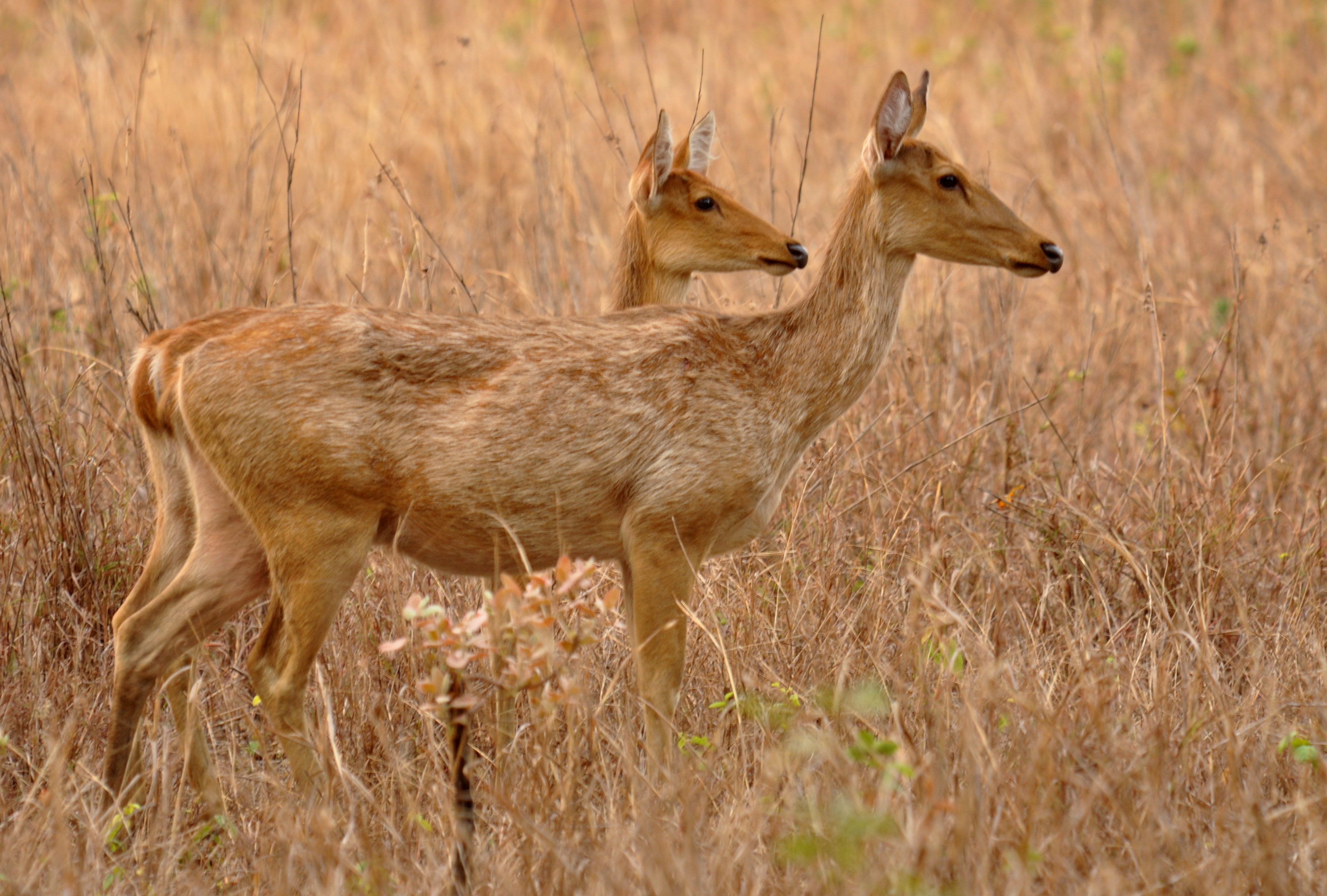
Hochland-Barasinghas, Weibchen

Der Hochland-Barasingha ist eine relativ große Hirschart und erreicht eine maximale Kopf-Rumpf-Länge von 180 Zentimeter, eine Widerristhöhe von etwa 120 Zentimeter und ein Gewicht von 170 bis 200 kg. Der Schwanz ist sehr kurz. Die Ohren sind groß und rundlich. Vom Tiefland-Barasingha und Assam-Barasingha unterscheidet sich der Hochland-Barasingha vor allem durch die harten, an das Leben auf festem Boden angepassten Hufe. Außerdem sind der Schädel und die Schnauze etwas kürzer als bei den zwei nahen Verwandten. Der Oberkiefer ist etwas verbreitert. Das Geweih der Männchen ist komplex und groß und kann fünf bis sechs, in seltenen Fällen auch sieben Sprossen entwickeln. Der Augspross (der unterste, nach vorn gerichtete Spross) ist in den meisten Fällen relativ lang ausgebildet. Hochland-Barasinghas sind im Sommer orangebraun bis rotbraun gefärbt, im Winter hat das Fell eine graubraune bis dunkelbraune Färbung. Flanken und Bauch sind beim Sommerfell etwas heller. Die Basthaut ist dunkler und die Mähne ist mehr entwickelt als bei den anderen Barasingha-Arten. Die Innenseiten der Ohren sind weiß. Im Unterschied zu den anderen Barasingha-Arten sind die Fesseln behaart.

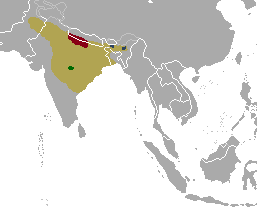
Historisches Verbreitungsgebiet der Barasinghas (gelb) und die Reliktpopulationen der heutigen Arten:
R. branderi
R. duvaucelii
R. ranjitsinhi

## Lebensraum und Lebensweise

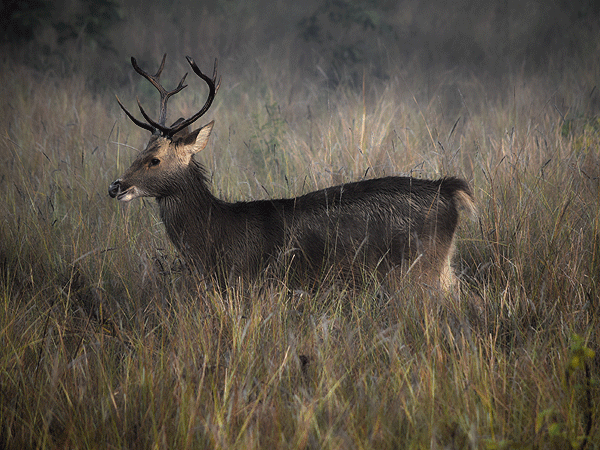
Junges Männchen im Winterfell

Der Hochland-Barasingha lebt auf trockenem Grasland und in lichten, vom Salbaum (Shorea robusta) dominierten Wälder (Salwald) und ernährt sich vor allem von verschiedenen Gräsern. Insgesamt konnten 26 Grasarten als Nahrungspflanzen identifiziert werden. Während des Monsuns von Juli bis Dezember werden vermehrt Kräuter und die Blätter verholzender Pflanzen gefressen. Die Hirsche leben in kleinen bis größeren Herden, die zwischen 3 und 70 Exemplare umfassen können.

## Systematik
Der Hochland-Barasingha wurde 1943 durch den britischen Zoologen Reginald Innes Pocock als Unterart des Barasinghas (Rucervus duvaucelii) erstmals wissenschaftlich beschrieben. Im Jahr 2011 veröffentlichten die Mammalogen Colin Groves und Peter Grubb eine Revision der Hornträger in der sie die Unterarten des Barasinghas zu eigenständigen Arten machten. Dies wurde aber stark kritisiert und konnte sich bis heute nicht durchsetzen. Eine Gruppe indischer Wissenschaftler konnte jedoch nachweisen, dass die beiden an das Leben in Feuchtgebieten angepassten Barasinghaformen, der Tiefland-Barasingha und der Assam-Barasingha, näher mit dem ausgerotteten und ebenfalls in Sumpfgebiete vorkommenden Schomburgk-Hirsch (Rucervus schomburgki) aus Thailand verwandt sind als mit dem Hochland-Barasingha. Somit wurde die Sonderstellung des Hochland-Barasingha bestätigt. Die Trennung des Hochland-Barasingha von der zum Tiefland-Barasingha und Assam-Barasingha führenden evolutionären Linie soll vor etwa 1,3 Millionen Jahren erfolgt sein.

## Gefährdung
Das ursprüngliche Verbreitungsgebiet des Hochland-Barasinghas lag im östlichen Zentralindien nördlich des Godavari in den Einzugsbereich des Mahanadi und des Oberlauf des Narmadas, ist durch die Umwandlung großer Gras- und Waldflächen in Ackerland und die Jagd aber stark reduziert worden und heute kommt er nur noch im Kanha-Nationalpark im Osten des Bundesstaates Madhya Pradesh vor. Im Jahr 2004 schätzte man den verbliebenen Bestand auf 300 bis 350 Exemplare. Etwa 50 lebten in indischen Zoos und 300 in Zoos in Europa und Nordamerika. 2012 soll es wieder 800 Exemplare im Kanha-Nationalpark gegeben haben. Die IUCN beurteilt den Bestand der Barasinghas insgesamt als gefährdet.